# 和洋女子大学
和洋女子大学（わようじょしだいがく、英語: Wayo Women's University）は、千葉県市川市国府台2-3-1に本部を置く私立大学。1897年創立、1949年大学設置。前身の和洋裁縫女学院、和洋洋裁女学校、和洋女子専門学校出身者には、大妻コタカ（大妻女子大学）、三島よし（東北生活文化大学）、志賀フヂ（志學館大学）、関口富左（郡山女子大学）、関﨑悦子（桐生大学）、平方ウタ（共愛学園前橋国際大学短期大学部）、溝部ミツヱ（別府溝部学園短期大学）、岩崎春子（岩崎学園）ら教育機関の創設者が名を連ねる。

## 沿革
- 1897年（明治30年）2月 - 堀越千代が、東京の麹町区飯田町3丁目22番地（現在の千代田区富士見）に、前身の和洋裁縫女学院を各種学校として設立。堀越はのちに堀越高等女学校（現在の堀越高等学校）も興す
- 1901年（明治34年）9月27日 - 和洋裁縫女学校と改称
- 1912年（大正元年12月24日 - 財団法人堀越学園寄付行為認可
- 1928年（昭和3年）10月15日 - 和洋女子専門学校となる
- 1936年（昭和11年）1月27日 - 和洋裁縫女学校を和洋女子学院と改称
- 1946年（昭和21年）5月10日 - 九段校舎（和洋女子専門学校）戦災焼失のため現在地である千葉県市川市国府台に移転。
- 1949年（昭和24年）
  - 3月25日 - 和洋女子大学家政学部（生活学科、被服学科）設置認可
  - 3月31日 - 和洋女子学院廃止認可
  - 4月1日 - 和洋女子大学家政学部（生活学科、被服学科）設置
- 1950年（昭和25年）
  - 3月14日 - 和洋女子大学短期大学部家政学科（被服コース、生活コース）を設置認可。同時に教職課程（中学校家庭、中学校保健）も設置
  - 4月1日 - 和洋女子大学短期大学部（家政科）設置
- 1951年（昭和26年）
  - 2月26日 - 財団法人堀越学園の学校法人和洋学園への組織変更・設置認可
  - 5月4日 - 短期大学部に別科設置認可
- 1953年（昭和28年）3月 - 和洋女子大学家政学部生活学科および和洋女子大学短期大学部家政科が栄養士養成施設に指定される
- 1954年（昭和29年）2月15日 - 和洋女子大学短期大学部に国文科設置
- 1961年（昭和36年）
  - 3月10日 - 和洋女子大学文家政学部（生活学科、被服学科）、英文学科を設置認可
  - 4月1日 - 和洋女子大学文家政学部、英文学科設置
- 1965年（昭和40年）12月27日 - 和洋女子大学文家政学部に国文学科設置認可
- 1966年（昭和41年）
  - 1月25日 - 和洋女子大学短期大学部に英文科設置認可
  - 4月1日 - 和洋女子大学文家政学部に国文学科設置。和洋女子大学短期大学部に英文科設置
- 1967年（昭和42年）12月22日 - 和洋女子大学文家政学部生活学科に食物学専攻および管理栄養士専攻を設置。管理栄養士専攻は管理栄養士養成施設に指定される
- 1971年（昭和46年）4月1日 - 飯田橋外語学院を設置
- 1972年（昭和47年）4月10日 - 和洋女子大学文家政学部の被服学科および短期大学部の家政科が衣料管理士養成施設に認定される
- 1973年（昭和48年）7月12日 - 和洋女子大学短期大学部を和洋女子短期大学と名称変更
- 1976年（昭和51年）10月1日 - 飯田橋外語学院を廃止し、当時の専修学校制度に基づく飯田橋外語専門学校を設置
- 1984年（昭和59年）10月24日 - 学園所有である佐倉志津の校地を山万株式会社所有のユーカリが丘の土地と等価等積交換を実施
- 1993年（平成5年）5月1日 - 和洋女子大学文化資料館が博物館相当施設に指定される
- 1997年（平成9年）
  - 2月 - 創立100周年
  - 3月 - 飯田橋外語専門学校の廃止
  - 12月19日 - 和洋女子大学に家政学部（服飾造形学科、健康栄養学科、生活環境学科）、人文学部（英文学科、日本文学科、国際社会学科）設置認可。和洋女子短期大学に服飾生活学科、食物栄養学科設置認可。和洋女子短期大学の国文学科を日本文学科に、英文学科を英語文化学科に名称変更認可
- 1998年（平成10年）
  - 3月26日 - 和洋女子大学家政学部の健康栄養学科が管理栄養士養成施設に指定される
  - 3月30日 - 和洋女子短期大学の食物栄養学科が栄養士養成施設に指定される
  - 3月31日 - 和洋女子大学の文家政学部を人文学部に、国文学科を日本文学科に名称変更。和洋女子短期大学を和洋女子大学短期大学部に名称変更
  - 4月1日 - 和洋女子大学に人文学部（英文学科、日本文学科、国際社会学科）、家政学部（服飾造形学科、健康栄養学科、生活環境学科）を設置。和洋女子短期大学を和洋女子大学短期大学部に名称変更し、英語文化学科、日本文学科、服飾生活学科、食物栄養学科を設置
- 1999年（平成11年）12月22日 - 和洋女子大学短期大学部家政学科廃止認可
- 2001年（平成13年）
  - 10月30日 - 和洋女子大学文家政学部生活学科廃止認可
  - 12月20日 - 和洋女子大学大学院人文科学研究科（英語文学専攻、日本文学専攻）、総合生活研究科（総合生活専攻）設置認可
- 2002年（平成14年）
  - 4月1日 - 和洋女子大学大学院人文科学研究科（英語文学専攻、日本文学専攻）、総合生活研究科（総合生活専攻）設置。和洋女子大学短期大学部を学生募集停止
  - 5月29日 - 和洋女子大学人文学部に発達科学科設置認可
- 10月28日 - 和洋女子大学文家政学部被服学科廃止認可
- 2003年（平成15年）4月1日 - 和洋女子大学人文学部に発達科学科を設置
- 2004年（平成16年）
  - 5月28日 - 和洋女子大学短期大学部の日本文学科廃止認可
  - 11月15日 - 和洋女子大学短期大学部の服飾生活学科、食物栄養学科廃止認可
- 2006年（平成18年）11月27日 - 和洋女子大学短期大学部の英語文化学科廃止認可。和洋女子大学短期大学部廃止認可
- 2007年（平成19年）9月 - 新しいロゴマークを制定
- 2008年（平成20年）
  - 2月18日 - 和洋女子大学に人文学群（英文学類、日本文学・文化学類、心理・社会学類）および家政学群（服飾学類、健康栄養学類、生活環境学類）設置届出受理
  - 3月19日 - 大学基準協会から大学基準適合認定を受ける
  - 4月1日 - 和洋女子大学が女子大学初となる学群・学類制に移行（人文学群（英語・英文学類、日本文学・文化学類、心理・社会学類）および家政学群（服飾学類、健康栄養学類、生活環境学類））。和洋女子大学人文学部、家政学部募集停止
  - 10月31日 - 和洋女子大学大学院総合生活研究科に総合生活専攻博士後期課程設置認可
- 2009年（平成21年）
  - 3月 - 指定保育士養成施設に指定される
  - 4月1日 - 和洋女子大学大学院総合生活研究科に総合生活専攻博士後期課程設置
- 2012年（平成24年）3月31日 - 和洋女子大学人文学部の発達科学科、家政学部の健康栄養学科、生活環境学科を廃止
- 2013年（平成25年）
  - 3月31日 - 和洋女子大学人文学部の英文学科、国際社会学科、家政学部の服飾造形学科および家政学部を廃止
  - 4月25日 - 和洋女子大学人文学群に国際学類と心理学類の設置届出を提出
  - 5月27日 - 和洋女子大学人文学部の日本文学科および人文学科を廃止
  - 10月31日 - 和洋女子大学人文学群にこども発達学類設置認可
- 2014年（平成26年）4月1日 - 和洋女子大学人文学群にこども発達学類を設置。人文学群の日本文学・文化学類を日本文学文化学類に、家政学群の生活環境学類を家政福祉学類に名称変更
- 2015年（平成27年）1月6日 - 収益事業の開始に係る寄付行為変更認可
- 2017年（平成29年）8月29日 - 和洋女子大学に看護学部（看護学科）設置認可
- 2018年（平成30年）4月1日 - 和洋女子大学に看護学部（看護学科）を設置。人文学群（国際学類、日本文学文化学類、心理学類、こども発達学類）を人文学部（国際学科、日本文学文化学科、心理学科、こども発達学科）に、家政学群（服飾造形学類、健康栄養学類、家政福祉学類）を家政学部（服飾造形学科、健康栄養学科、家政福祉学科）に名称変更
- 2020年（令和2年）4月1日 - 国際学部（国際学科、英語コミュニケーション学科）を開設
- 2024年（令和6年）4月1日 - 看護学研究科（修士課程）看護学専攻を設置
- 2026年（令和8年）3月31日 - 和洋女子大学家政学部の服飾造形学科、家政福祉学科を廃止
- 2026年（令和8年）4月1日 - AIライフデザイン学部（AIライフデザイン学科）、家政学部に生活環境学科を開設

## 学部
- 人文学部
  - 日本文学文化学科
    - 日本文学専攻
    - 書道専攻
    - 文化芸術専攻

  - 心理学科
  - こども発達学科
- 国際学部
  - 英語コミュニケーション学科
  - 国際学科
- 家政学部
  - 服飾造形学科
  - 健康栄養学科
  - 家政福祉学科
- 看護学部
  - 看護学科

以下、かつて学生募集が行われていた組織
- 人文学群
  - 英語・英文学類（2013年度まで）
    - 英文学専修
    - 英語コミュニケーション専修

  - 国際学類（2014年度から）
    - 英語文化コミュニケーション専修
    - 国際社会専修

  - 日本文学・文化学類（2013年度まで）
    - 日本文学専修
      - 日本文学コース
      - 日本語表現コース

    - 文化総合芸術専修
      - 文化芸術コース
      - 書道コース

  - 日本文学文化学類（2014年度から）
    - 日本文学専修
    - 日本語表現専修
    - 書道専修
    - 文化芸術専修

  - 心理・社会学類（2013年度まで）
    - 国際社会システム専修
    - 人間発達学専修
      - こども発達支援コース
      - 心理発達コース

  - 心理学類（2014年度から）
    - 心理学専修

  - こども発達学類
    - こども発達学専修
- 家政学群
  - 服飾造形学類
    - 服飾造形学専修

  - 健康栄養学類
    - 健康栄養学専修

  - 生活環境学類
    - 生活環境学専修
      - 社会福祉コース
      - 生活科学コース

  - 家政福祉学類（2014年度から）
    - 家政福祉学専修

## 大学院
- 人文科学研究科
  - 日本文学専攻（修士課程）
  - 英語文学専攻（修士課程）
- 総合生活研究科
  - 総合生活専攻（博士前期課程・博士後期課程）
- 看護学研究科
  - 看護学専攻（修士課程）

## 表彰・学内奨学金
表彰
- 和洋女子大学優秀賞 -  年間成績優秀・人物良好者を表彰し、副賞として10万円を贈呈する。（2年生～4年生対象）
- 和洋女子大学学生活動特別賞 - 4年間の実績が顕著な学生・団体を表彰し、副賞を贈呈する。（卒業年次）

奨学金
- 稗方・むら竹会奨学金 - 成績優秀な学生を対象に家計の状況を考慮し給付する。（全学年対象）
- ボランティア奨学金 - 経済的理由により修学が困難になったボランティア活動に熱意のある学生へ、授業料対応として給付する。（全学年対象）
- 育英奨学金 - 家計急変により修学が困難になった学生へ、授業料対応として貸与する。（2年生以上対象）
- 卒業生寄附金奨学金 - 学科によって異なる。
- 海外留学支援金 - 認定留学をする学生に対して一括給付。（2年生以上対象）
- 海外学習支援奨学金 - 留学等海外で学習する学生に給付。（国際学科2年生以上）

私費外国人留学生授業料減免
私費留学生に対し当該年度の半期授業料の50％を減免。ただし、成績不振や素行不良等で留学生としてふさわしくないと判断された場合、減免の対象外となる。

## 対外関係

### 大学連携
- 東京歯科大学[1]

### 他大学との協定
- 放送大学[2]

### 国際・学術交流等協定校
- オックスフォード・ブルックス大学（イギリス・オックスフォード）
- ブレシア大学（カナダ）
- ポートランド州立大学（アメリカ・オレゴン州）
- モンゴル科学技術大学（モンゴル・ウランバートル）
- 蘇州大学（中国・江蘇省・蘇州市）
- ソウル国立大学（韓国・ソウル特別市）
- ソウル市立大学（韓国・ソウル特別市）
- 淡江大学（台湾）

## 付属校・付属施設

### 付属校
- 和洋国府台女子中学校・高等学校
- 和洋九段女子中学校・高等学校

### 付属施設
- 文化資料館
- メディアセンター
- 国際交流センター
- 佐倉セミナーハウス（千葉県佐倉市ユーカリが丘）

## 大学関係者

### 教職員
- 門脇由紀子 - 英文学科長、翻訳者（青木由紀子のペンネームで活動）
- 藤丸麻紀 - 国際社会学科准教授
- 中島河太郎 - 元学長
- 蓮見音彦 - 元学長、元日本学術会議第一部長、地域社会学研究者
- 半澤孝麿 - 元教授
- 私市保彦 - 元専任講師
- 稗方弘毅 - 元学長、官選第32代秋田県知事、私立大学協会長
- 佐藤勝明 - 人文学部教授、日本近世文学（俳諧）研究者
- 吉井美弥子 - 人文学部教授、日本中古文学研究者
- 浅野信 - 元教授、国文学者

### 出身者
前身の和洋裁縫女学院、和洋洋裁女学校、和洋女子専門学校出身者を含む。短期大学出身者については和洋女子大学短期大学部#大学関係者と組織を参照のこと。

#### 教育
- 大妻コタカ - 大妻女子大学創設者
- 佐香ハル - 佐香和洋裁専門学校開校者　※現香蘭高等学校
- 関口富左 - 郡山女子専門学院創立者　※現郡山女子大学
- 本多まつ江（旧姓・赤羽） - 川島芳子の家庭教師。晩年は名古屋拘置所の教誨師。『死刑囚の母』と呼ばれた

#### 芸能
- 結城しのぶ - 女優　※中退
- 高木美保 - 女優・国文学科　※中退
- 小林由美子 - 声優・国文学科卒業
- 中川愛理沙 - ファッションモデル・家政学群服飾造形学類卒業
- 青島美幸 - タレント、放送作家・英文学科卒業

#### スポーツ
- 山岡聡子 - スノーボードハーフパイプ選手・被服学科卒業
- 杉沢毛伊子 - 女子競輪選手

## その他
- 京成本線（国府台駅の上野寄り手前）から見える、「和洋女子大」の白文字が掲げられている高層ビル（18階建て）は大学東館。
- 1990年代には現在の市川市から佐倉市ユーカリが丘にキャンパスを移転する計画があったが、中止となった。移転予定地には、1997年に佐倉セミナーハウスが建設された。山万ユーカリが丘線の女子大駅は当大学のキャンパス移転を見越して名づけられたものである[3]。
- キャンパスがある国府台は下総国の国府が置かれた台地で、大学は「和洋学園国府台キャンパス内遺跡」の上にある。1995年から一部が発掘され、国府関連の遺構・遺物が見つかった[4]。